# Bolostromus
Bolostromus Ausserer, 1875 è un genere di ragni appartenente alla famiglia Cyrtaucheniidae.

## Distribuzione
Le nove specie oggi note di questo genere sono state rinvenute nell'America centrale e meridionale: unica eccezione, la B. suspectus, reperita in Uganda.

## Tassonomia
Questo genere è stato trasferito dalla famiglia Ctenizidae Thorell, 1887, e considerato un sinonimo anteriore di Phaeoclita Simon, 1889, a seguito di un lavoro di Raven (1985a).
Non è però sinonimo anteriore di Ctenochelus Mello-Leitão, 1923, a seguito di uno studio degli aracnologi Guadanucci & Indicatti del 2004; contra il succitato lavoro di Raven (1985a).
Dal 1996 non vengono rinvenuti esemplari di questo genere.
Attualmente, a giugno 2012, si compone di 9 specie:
- Bolostromus fauna (Simon, 1889) — Venezuela
- Bolostromus gaujoni (Simon, 1889) — Ecuador
- Bolostromus holguinensis Rudloff, 1996 — Cuba
- Bolostromus insularis (Simon, 1891) — Saint Vincent
- Bolostromus panamanus (Petrunkevitch, 1925) — Panama
- Bolostromus pulchripes (Simon, 1889) — Venezuela
- Bolostromus riveti Simon, 1903 — Ecuador
- Bolostromus suspectus O. P.-Cambridge, 1911 — Uganda
- Bolostromus venustus Ausserer, 1875[2] — Colombia

### Specie fossile
- Bolostromus destructus Wunderlich, 1988[3] - Neogene

### Specie trasferite
- Bolostromus incursus (Chamberlin, 1916); trasferita al genere Acanthogonatus Karsch, 1880, appartenente alla famiglia Nemesiidae Simon, 1889[1].
- Bolostromus maculatus (Bertkau, 1880); trasferita al genere Stenoterommata Holmberg, 1881, della famiglia Nemesiidae Simon, 1889[1].
- Bolostromus maculatus (Mello-Leitão, 1923); trasferita al genere Stenoterommata Holmberg, 1881, della famiglia Nemesiidae Simon, 1889[1].